# Damir Maretić
Damir Maretić (ur. 2 marca 1969 w Splicie) – chorwacki piłkarz występujący na pozycji pomocnika, trener piłkarski.

## Kariera zawodnicza
Wychowanek amatorskiego klubu NK Solin. Następnie trenował w akademii piłkarskiej Hajduka Split. Karierę na poziomie seniorskim rozpoczął w 1992 roku w NK Zadar, jednak nie zagrał w tym klubie żadnego ligowego spotkania. Latem 2003 roku odszedł do NK Varteks Varaždin. 12 grudnia 1993 zadebiutował w 1. HNL w wygranym 5:0 meczu z NK Dubrava, wchodząc na boisko w 67. minucie za Davora Vugrineca. Przed rundą wiosenną sezonu 1993/94 wypożyczono go do NK Belišće, dla którego rozegrał 10 spotkań w chorwackiej ekstraklasie. W sezonie 1995/96 został wypożyczony do NK Budućnost Hodošan (2. HNL). Po powrocie do NK Varteks zadebiutował w europejskich pucharach, gdy jego klub w Pucharze Zdobywców Pucharów 1996/97 wyeliminował Union Luxembourg i odpadł z Lokomotiwem Moskwa.
W połowie 1998 roku Maretić został na zasadzie transferu definitywnego piłkarzem NK Budućnost Hodošan, która broniła się wówczas przed spadkiem do 3. HNL. W styczniu 1999 roku podpisał kontrakt z Pogonią Szczecin prowadzoną przez Albina Mikulskiego. 27 lutego 1999 zadebiutował w meczu z Ruchem Chorzów (1:0), stając się tym samym pierwszym chorwackim piłkarzem w polskiej lidze. 6 marca 1999 w spotkaniu przeciwko ŁKS Łódź (1:1) zdobył pierwszą bramkę w polskiej ekstraklasie. Ogółem wystąpił w barwach Pogoni w 11 ligowych spotkaniach, w których strzelił 1 gola. Latem 1999 roku powrócił do Chorwacji, gdzie został graczem trzecioligowego zespołu HNK Dinara. W połowie sezonu 1999/2000 przeszedł do słoweńskiego NK Domžale. 15 marca 2000 zadebiutował w 1. SNL w wygranym 2:1 meczu z NK Feroterm Pohorje i rozpoczął od tego momentu grę w podstawowym składzie. Po spadku Domžale do 2. SNL w 2002 roku zakończył karierę zawodniczą.

## Kariera trenerska
W trakcie kariery trenerskiej prowadził chorwackie kluby występujące na poziomie 3. HNL, 4. HNL oraz 1. ŽNL. W latach 2007–2009 pracował jako asystent Dražena Beska w NK Varteks Varaždin (1. HNL). Po bankructwie i karnej relegacji klubu do 3. HNL był w latach 2013–2014 pierwszym trenerem zespołu.